# Talmeca remota
Talmeca remota är en fjärilsart som beskrevs av Paul Dognin 1911. Talmeca remota ingår i släktet Talmeca och familjen tandspinnare. Inga underarter finns listade i Catalogue of Life.